# Elzéar Bonnier-Ortolan
Elzéar Bonnier-Ortolan (né Elzéar Charles Joseph Bonnier le 25 novembre 1848 à Paris et mort le 25 mai 1916 à Villefranche-sur-Mer), dit Pierre Elzéar, est un poète et dramaturge français.

## Biographie
Son père, Édouard Bonnier (1808-1877), enseigne à la faculté de droit de Paris, comme son grand-père maternel Joseph Ortolan. Sa mère, Elzéarine dite Zari, a écrit plusieurs romans. Il est le frère aîné du naturaliste Gaston Bonnier.
Dans sa jeunesse, il traduit Faust avec l'aide de Jean Aicard et participe à la fondation de la revue )La Renaissance littéraire et artistique. 

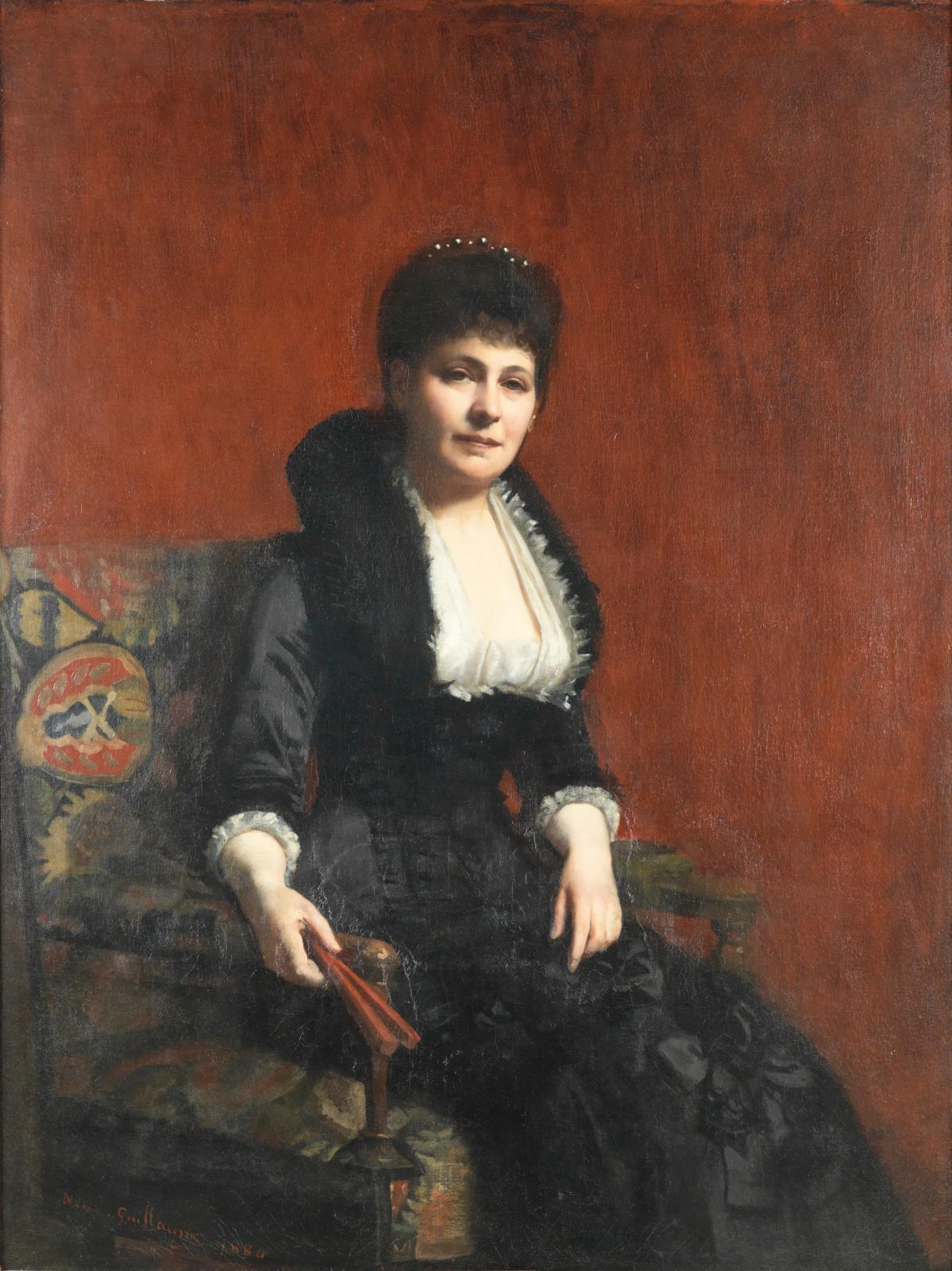
Portrait de Marie-Thérèse Lesclide, dite Valentine Lesclide, 1880, par Noémie Guillaume

Il épouse Marie-Thérèse Lesclide, dite Valentine Lesclide (avec qui il a eu au moins un enfant, fille de l'écrivain Richard Lesclide,. avec qui il collaborera.
En 1872, un de ses poèmes est retenu pour figurer dans Le Tombeau de Théophile Gautier, un recueil de poèmes regroupant 81 auteurs, entrepris à l'occasion de la mort de Théophile Gautier, le 23 octobre 1872, et publié en novembre 1873. Cet ouvrage est l'un « des cinq monuments littéraires marquant l'existence du mouvement parnassien » .
Puis il devient avocat, continue d'écrire pour le théâtre et fonde deux revues littéraires en Tunisie en 1898.

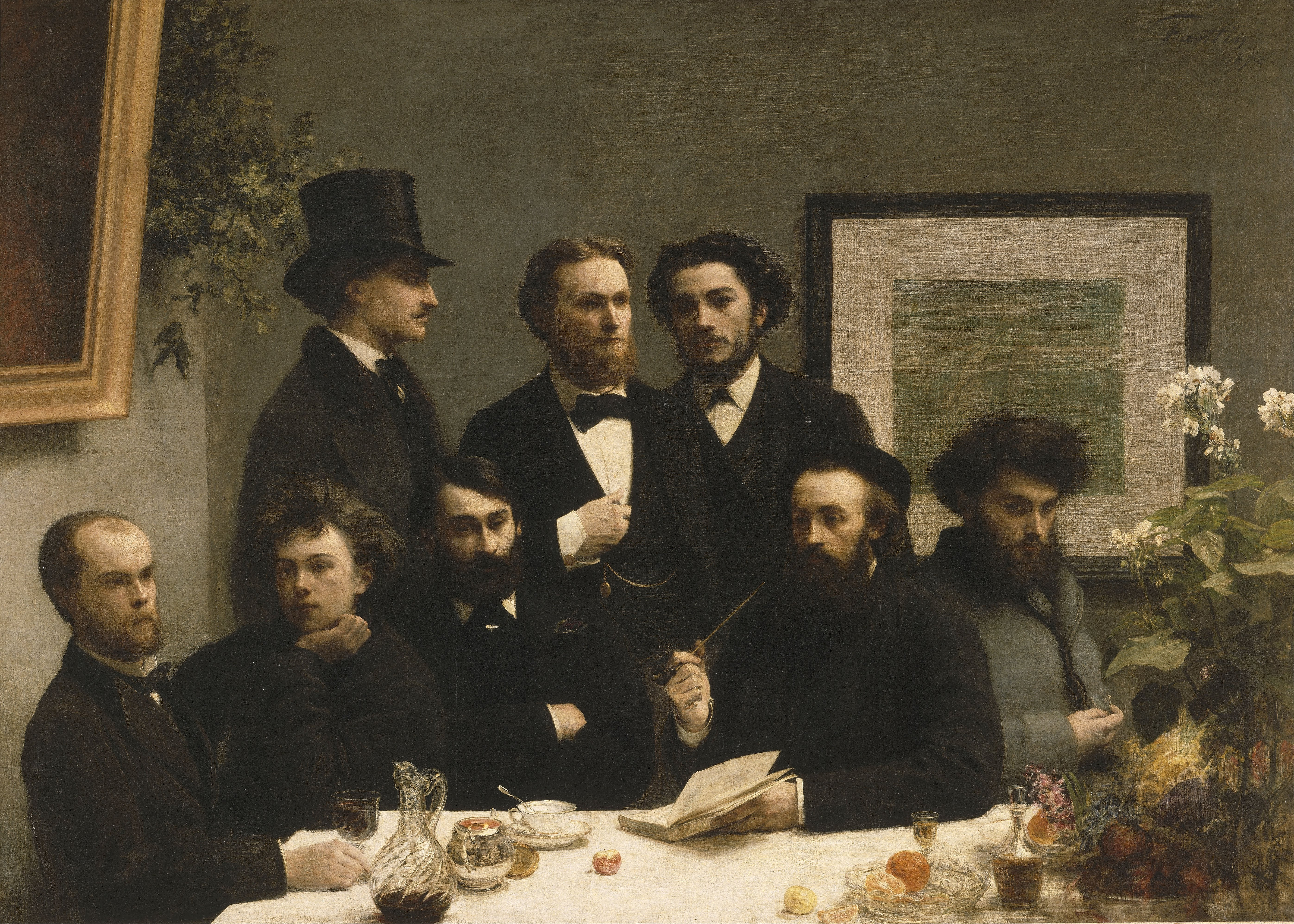
Un coin de table, 1872
Fantin-Latour
Musée d'Orsay

Il serait peut-être tombé dans l'oubli s'il n'avait posé, en 1872, pour le célèbre tableau de Fantin-Latour, le Coin de table, où il est représenté, portant un haut-de-forme, debout à Gauche, aux côtés d'autres poètes comme Paul Verlaine et Arthur Rimbaud.

## Œuvres
- Le Nabab, comédie en cinq actes, représentée la 1re fois à Paris sur le Théâtre du Vaudeville le 30 janvier 1880. Collaborateurs : Alphonse Daudet et Edmond Gondinet.
- Bug-Jargal, drame en sept tableaux tiré du roman de Victor Hugo, coauteur avec Richard Lesclide (1881).
- La Femme de Roland, roman (1882)[8].